# Местоев, Абубакар Мусаевич
Абубакар Мусаевич Местоев (род. 2 июня  1994) — российский боец смешанных единоборств ингушского происхождения, чемпион России по всестилевому карате, вице-чемпион Европы по карате, мастер спорта России по панкратиону и по всестилевому карате.
В 2024 году пострадал при стрельбе у офиса Wildberries в Москве, связанной с конфликтом между группой Владислава Бакальчука и службой безопасности Wildberries.

## Спортивные достижения
- Чемпионат России по всестилевому карате 2023 — ;
- Кубок России по панкратиону 2019 — ;
- Первенство Европы по Укадо (2008, Литва) — ;
- Первенство России по Кэмпо (семи-контакт) 2008 года — ;
- Первенство России по Кэмпо 2009 года — ;
- Первенство России по К-1 2009 года — ;
- Первенство России по Укадо 2009 года — ;
- Первенство России по Укадо (фулл-контакт) 2010 года — ;
- Чемпион РИ по MMA;
- Чемпионат СКФО по MMA 2016 — ;
- Чемпион СКФО по панкратиону.

## Статистика боёв
| Боёв 12  | Побед 10 | Поражений 2 |
| -------- | -------- | ----------- |
| Нокаутом | 3        | 0           |
| Сдачей   | 0        | 0           |
| Решением | 7        | 2           |

| Результат | Рекорд | Соперник                        | Способ                                          | Турнир                                     | Место проведения  | Дата             | Раунд | Время | Примечание                        |
| --------- | ------ | ------------------------------- | ----------------------------------------------- | ------------------------------------------ | ----------------- | ---------------- | ----- | ----- | --------------------------------- |
| Победа    | 13-3   | Руслан Яманбаев, Россия         | Техническим нокаутом (удары руками и коленом)   | ACA 167: Байдулаев - Диас                  | Уфа, Россия       | 8 декабря 2023   | 1     | 1:20  |                                   |
| Победа    | 12-3   | Байзет Хатхоху, Россия          | Техническим нокаутом (отказ от продолжения боя) | ACA 162: Туменов - Палмер                  | Краснодар, Россия | 2 сентября 2023  | 2     | 5:00  |                                   |
| Победа    | 11-3   | Владимир Пальченков, Россия     | Решением (единогласным)                         | ACA 152: Букуев - Гаджиев                  | Грозный, Россия   | 25 февраля 2023  | 3     | 5:00  |                                   |
| Поражение | 10-3   | Дэнис Сильва, Бразилия          | Сабмишном (удушение сзади)                      | ACA 142: Гаджидаудов - Амагов              | Казань, Россия    | 13 августа 2022  | 2     | 4:24  |                                   |
| Победа    | 10-2   | Белек Алиев, Кыргызстан         | Нокаутом (удары)                                | ACA 130: Дудаев - Прайа                    | Грозный, Россия   | 4 октября 2021   | 1     | 2:30  |                                   |
| Победа    | 9-2    | Егор Голубцов, Россия           | Решением (раздельным)                           | ACA 124: Галиев - Батиста                  | Казань, Россия    | 6 июня 2021      | 3     | 5:00  |                                   |
| Поражение | 8-2    | Самвел Варданян, Украина        | Решением (единогласным)                         | ACA 118: Абдулаев - Вагаев 2               | Москва, Россия    | 26 февраля 2021  | 3     | 5:00  |                                   |
| Победа    | 8-1    | Артур Соловьев, Россия          | Решением (единогласным)                         | ACA 111: Абдулвахабов - Сарнавский         | Москва, Россия    | 19 сентября 2020 | 3     | 5:00  | Дебют в ACA Вернулся в легкий вес |
| Поражение | 7-1    | Энтони Дизи, Франция            | Решением (большинством судейских голосов)       | M-1 Challenge 101 Prikaza vs. Rakhmonov    | Алмата, Казахстан | 30 марта 2019    | 3     | 5:00  |                                   |
| Победа    | 7-0    | Элиас Алвес да Сильва, Бразилия | Решением (единогласным)                         | M-1 Challenge 99 Battle of Narts           | Назрань, Россия   | 17 ноября 2018   | 3     | 5:00  | Перешёл в полулёгкий вес          |
| Победа    | 6-0    | Алексей Махно, Россия           | Нокаутом (удары)                                | M-1 Challenge 85 Ismagulov vs. Karranca    | Москва, Россия    | 10 ноября 2017   | 1     | 1:06  |                                   |
| Победа    | 5-0    | Анатолий Лягу, Украина          | Решением (единогласным)                         | M-1 Challenge 76 Nevzorov vs. Evloev       | Назрань, Россия   | 22 апреля 2017   | 3     | 5:00  |                                   |
| Победа    | 4-0    | Нико Самсонидзе, Германия       | Решением (единогласным)                         | M-1 Challenge 75 Shlemenko vs. Bradley     | Москва, Россия    | 3 марта 2017     | 3     | 5:00  |                                   |
| Победа    | 3-0    | Арсен Магомедов, Россия         | Решением (единогласным)                         | M-1 Global Road to M-1: Battle in Nazran 4 | Назрань, Россия   | 17 августа 2016  | 3     | 5:00  |                                   |
| Победа    | 2-0    | Сергей Астапов, Украина         | Техническим нокаутом (удары)                    | M-1 Challenge 69 Battle in the Mountains 5 | Таргим, Россия    | 16 июля 2016     | 1     | 1:10  |                                   |
| Победа    | 1-0    | Марат Тохтамышев, Россия        | Решением (единогласным)                         | M-1 Challenge 52 — Battle of Narts         | Назрань, Россия   | 17 октября 2014  | 2     | 5:00  |                                   |